# Anjoemara
De anjoemara (Hoplias aimara) is een straalvinnige vissensoort uit de familie van de forelzalmen (Erythrinidae). De wetenschappelijke naam van de soort is voor het eerst geldig gepubliceerd in 1847 door Valenciennes.
De vis komt voor in de zijrivieren van het midden- en lagere Amazonegebied, waaronder de rivieren Trombetas, Yari, Tapajós, Xingu, Tocantins, en in de kustgebieden: de rivieren van Guyana, Suriname, Frans-Guyana en de rivieren Araguari en Amapá in Brazilië en de benedenloop van de Orinoco (Venezuela).
De vis kan tot 1 m lang en 40 kg zwaar worden en eet voornamelijk insecten. Hij is geliefd bij sportvissers.
Hoewel de vis te groot is voor de meeste aquariumhouders en eerder een vijver binnenshuis vereist, wordt hij tock wel in de aquariumwereld aangeboden.

## Consumptievis
In Suriname is de vis, samen met zijn nauwe verwant de jaagzalm H. macrophthalmus vaak op de markt te koop en wordt graag gegeten. Er zijn echter zorgen over de mate waarin kwik dat in het rivierwater terechtkomt bij de goudwinning zich in het vlees van deze vis opstapelt.